# Edin Bahtić (calciatore 1996)
Edin Bahtić (Bruck an der Mur, 14 luglio 1996) è un calciatore austriaco, centrocampista dell'Oberaich.

## Carriera

### Club
Il 19 febbraio 2019 viene acquistato a titolo definitivo dalla squadra bulgara della Lokomotiv Plovdiv.

### Nazionale
Ha giocato nelle nazionali giovanili austriache Under-17 ed Under-18.

## Palmarès

### Club

#### Competizioni nazionali
- Coppa di Bulgaria: 1

Lokomotiv Plovdiv: 2018-2019